# Estadio Cuscatlán
Das Estadio Cuscatlán (voller Name: Monumental Estadio Cuscatlán) ist ein Fußballstadion in San Salvador, der Hauptstadt von El Salvador. Es bietet Platz für 53.400 Zuschauer und wird von den Fußballvereinen Atlético Marte und dem Alianza FC sowie der Fußballnationalmannschaft von El Salvador als Heimspielstätte genutzt. Die EDESSA (Estadios Deportivos de El Salvador, S.A., deutsch Sportstadien von El Salvador, AG) ist Besitzer wie Bestreiber des Coloso de Montserrat.

## Geschichte
Das Estadio Cuscatlán in San Salvador wurde in den Jahren 1971 bis 1976 erbaut. Am 24. Juli 1976 folgte dann die Eröffnung des neuen Stadions mit einem Freundschaftsspiel zwischen der Fußballnationalmannschaft von El Salvador und dem amtierenden deutschen Fußballmeister Borussia Mönchengladbach. Das Spiel endete mit einem 2:0 für den Gast aus Deutschland. Seit diesem Tag dient das Estadio Cuscatlán sowohl den Fußballvereinen als auch der Fußballnationalmannschaft von El Salvador als Austragungsort für ihre Heimspiele.
Alianza wurde bis heute neunmal Meister in El Salvador und zählt zu den Spitzenvereinen des Landes. Der zweite Nutzer, die Fußballnationalmannschaft des kleinen Landes in Mittelamerika, feierte ihre größten Erfolge mit zwei WM-Teilnahmen 1970 in Mexiko und 1982 in Spanien sowie dem zweimaligen Vordringen ins Viertelfinale des CONCACAF Gold Cups. Sie nutzt dieses Stadion als Nationalstadion, das heißt, dass fast alle Länderspiele hier stattfinden.
Das Estadio Cuscatlán bietet aktuell Platz für 45.370 Zuschauer, wobei die Kapazität des Stadions schon oftmals ein Grund für Diskussionen war. Laut dem Fußball-Weltverband FIFA hat das Stadion eine Kapazität von 45.370 Zuschauern. Die EDESSA bezifferte die Kapazität auf 53.700 Besucher. Diese Angaben betreffen aber nur das Estadio Cuscatlán als reines Sitzplatzstadion. Wie groß die Kapazität bei Verwendung von Stehplätzen wäre, ist nicht bekannt. Das Estadio Cuscatlán zählt zu den modernsten Stadien in Mittelamerika. Es ist ausgestattet mit Naturrasen, einem Bewässerungssystem, einer Flutlichtanlage mit LED-Scheinwerfern, komfortablen Umkleidekabinen und moderner Technologie.
Am 20. Mai 2023 kam es im Stadion beim Spiel Alianza FC gegen den CD FAS zu einer Massenpanik. Dabei kamen mindestens 12 Menschen ums Leben, 500 weitere wurden verletzt, von denen sich 100 in einem kritischen Zustand befänden. Nach Angaben der Polizei sei es zu der Panik gekommen, als mehr Fans versuchten, in das Stadion zu kommen, aufgrund eines Überverkaufs an Eintrittskarten. Als Reaktion auf das Unglück wurde der Alianza FC vom nationalen Verband FESFUT dazu verurteilt, ein Jahr lang seine Heimspiele unter Ausschluss der Öffentlichkeit auszutragen. Als Veranstalter sei der Verein verantwortlich für die Katastrophe. Zusätzlich muss Alianza eine Geldstrafe von 28.000 Euro zahlen, die der Club bis zum 21. Juli des Jahres leisten muss. Da das Spiel gegen den CD FAS nach 16 Minuten abgebrochen wurde, wurde die Partie mit 2:0 für den CD FAS gewertet.

## Ausstattung und Kapazität
Die Sitzplätze des Estadio Monumental Cuscatlan verteilen sich wie folgt:
| Bereich               | Farbe      | FIFA   | EDESSA |
| --------------------- | ---------- | ------ | ------ |
| Orchesterrang         | himmelblau | 2013   | 3000   |
| Nordtribüne           | braun      | 1672   | 2500   |
| Südtribüne            | meerblau   | 1709   | 2500   |
| Nord-Schatten         | grün       | 4900   | 5000   |
| Süd-Schatten          | gelb       | 2500   | 4000   |
| Bevorzugte Sonne Nord | schwarz    | 4220   | 5200   |
| Bevorzugte Sonne Süd  | orange     | 6044   | 7800   |
| Sonne allgemein       | zinnober   | 16.812 | 18.000 |
| Loge                  | weiß       | 3400   | 3400   |
| Stehplätze            |            | 2000   | 2000   |
|                       | Summe      | 45.370 | 53.400 |

## Galerie

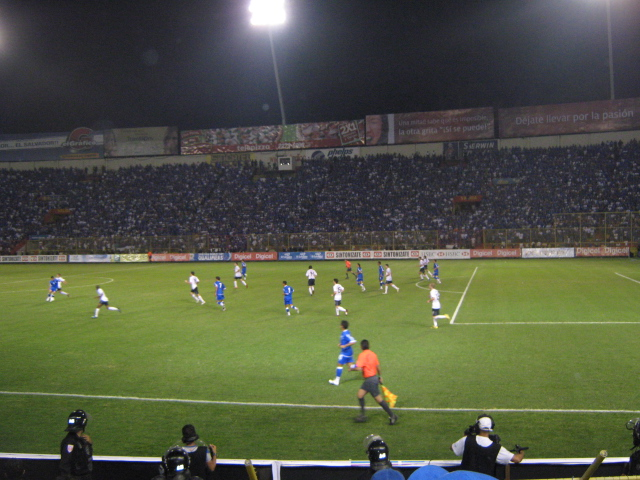
WM-Qualifikation 2010: El Salvador gegen die Vereinigten Staaten (2:2) vom 28. März 2009.
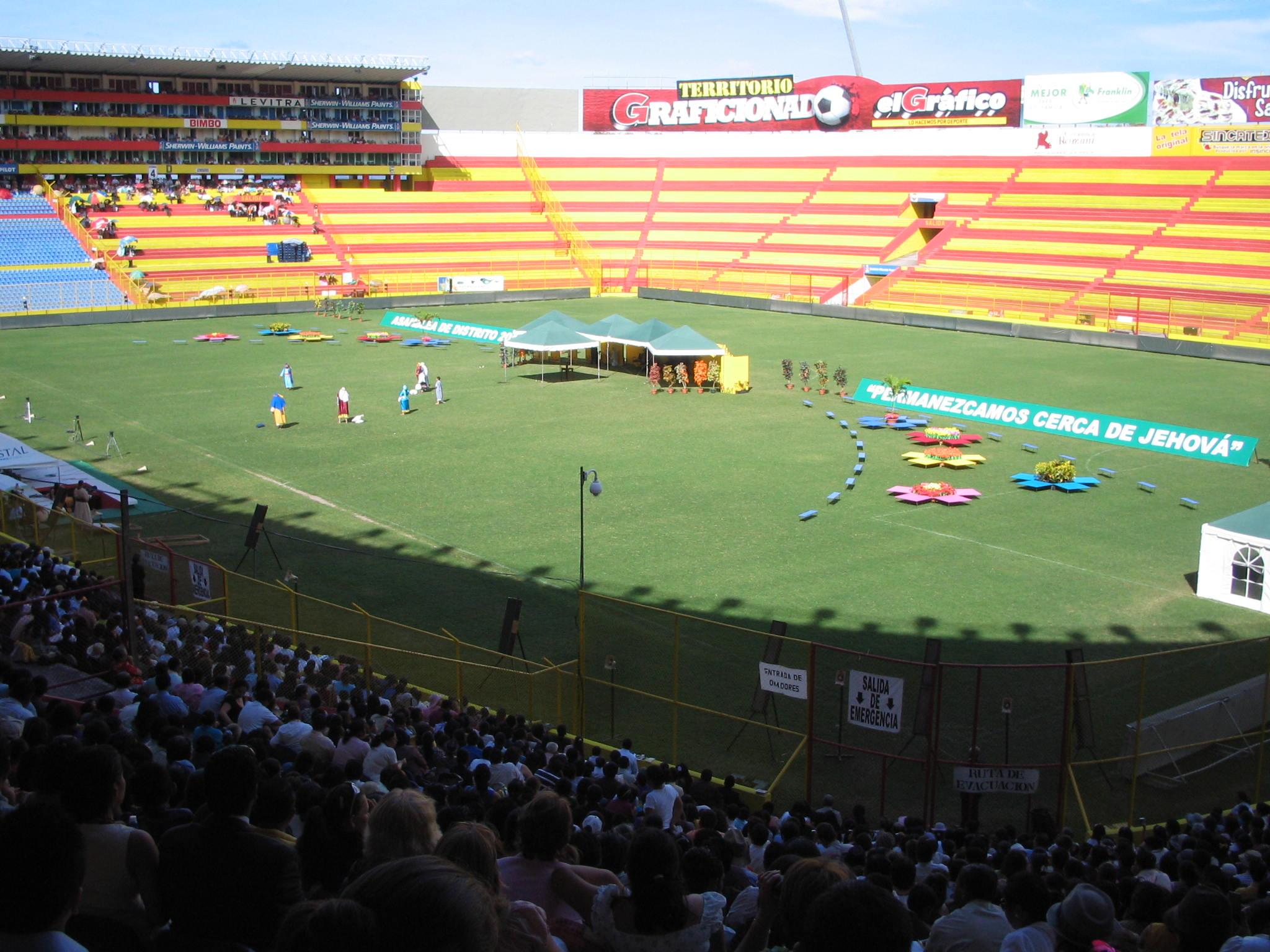
Blick in das Estadio Cuscatlán während einer Veranstaltung der Zeugen Jehovas im November 2010.